# Trois-Fontaines-l’Abbaye
Trois-Fontaines-l’Abbaye ist eine französische Gemeinde mit 195 Einwohnern (Stand: 1. Januar 2022) im Département Marne in der Region Grand Est. Sie gehört zum Arrondissement Vitry-le-François und ist Mitglied im Gemeindeverband Communauté d’agglomération du Grand Saint-Dizier, Der et Vallées.

## Lage
Im Waldgebiet Forêt Domaniale de Trois-Fontaines entspringen die Flüsse Orconte und Bruxenelle.
Nachbargemeinden sind: Cheminon, Beurey-sur-Saulx, Trémont-sur-Saulx, Ville-sur-Saulx, Baudonvilliers, Saint-Dizier, Chancenay, Saint-Eulien, Villiers-en-Lieu, Saint-Vrain und Maurupt-le-Montois.

## Bevölkerungsentwicklung
| Jahr                       | 1962 | 1968 | 1975 | 1982 | 1990 | 1999 | 2006 | 2011 | 2018 |
| -------------------------- | ---- | ---- | ---- | ---- | ---- | ---- | ---- | ---- | ---- |
| Einwohner                  | 117  | 110  | 106  | 103  | 209  | 245  | 232  | 217  | 195  |
| Quellen: Cassini und INSEE |      |      |      |      |      |      |      |      |      |

## Sehenswürdigkeiten
- Kloster Trois-Fontaines (Monument historique)

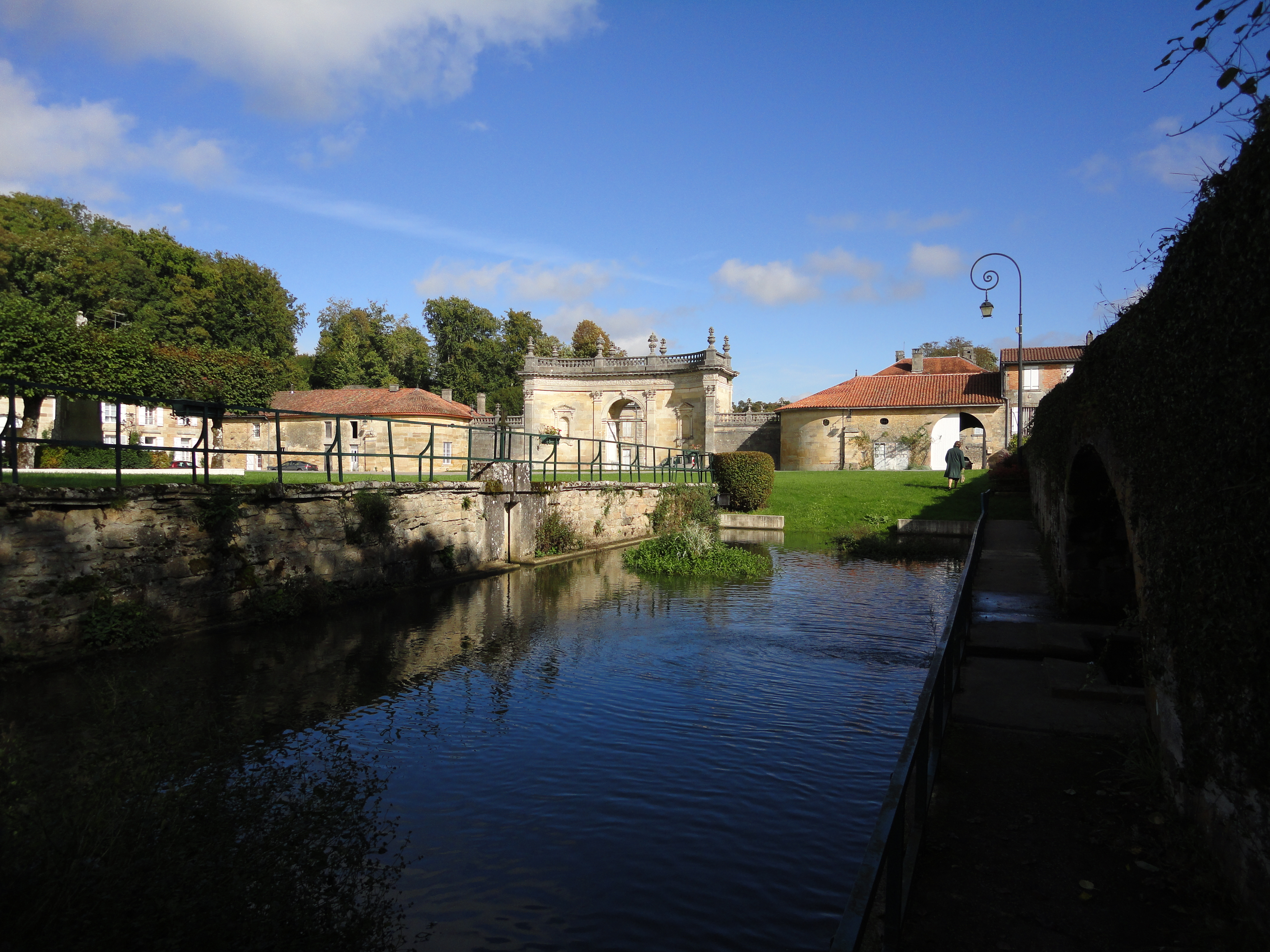
Kloster Trois-Fontaines